# Dymnica pospolita

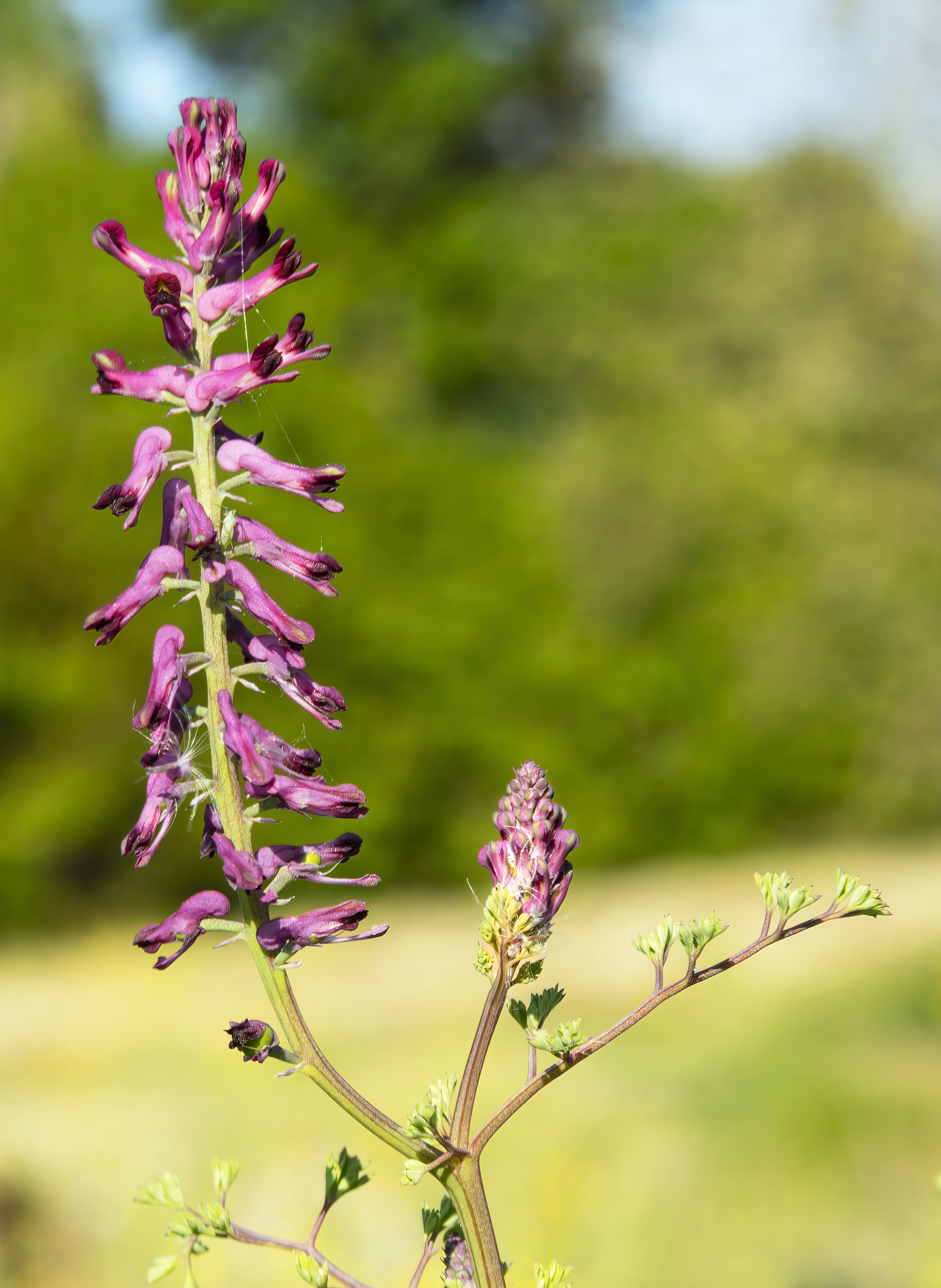
Kwiatostan

Dymnica pospolita, dymnica lekarska (Fumaria officinalis L.) – gatunek rośliny należący do rodziny makowatych. Występuje w stanie dzikim w całej Europie z wyjątkiem dalekiej północy. W Polsce na całym obszarze. Archeofit.

## Morfologia
PokrójRoślina wzniesiona lub podnosząca się, osiąga 10-40 cm wysokości.
ŁodygaJasnozielona lub zielonawobrunatna, pusta i kanciasta.
LiścieLiście są naprzemianległe, podwójnie pierzastosieczne, z 2 lub 3 odcinkami. Końcowe łatki lancetowate lub jajowate, zielonawoniebieskie i nagie po obu stronach.
KwiatyMałe, zebrane są w luźne grona. Każdy ma krótką szypułkę i jest opatrzony liściokształtną podsadką. Są one różowe lub purpurowoczerwone, ciemnopurpurowe lub brunatne na szczycie. Kielich jest krótki, złożony z dwóch płatkowatych działek, a rurkowata korona z czterech płatków. Górny płatek opatrzony ostrogą. Sześć pręcików złączonych jest nitkami w dwie grupy po trzy.
OwoceNerkowata lub kulista niełupka, średnicy 2-2,5 mm, zielona do żółtobrunatnej, z niewielkim wgnieceniem na wierzchołku.
KorzeńCienki i zwykle nieregularnie pogięty.

## Biologia i ekologia
Roślina jednoroczna. Kwitnie od kwietnia do października, zapylana jest przez błonkówki. Nasiona roznoszone są przez mrówki (myrmekochoria). Zaraz po dojrzeniu nasiona kiełkują słabo, po przezimowaniu w glebie mają znacznie większą zdolność kiełkowania. Kiełkują przez cały rok, przez co roślina jest uciążliwym chwastem polnym. Siedlisko: wysypiska, pola, winnice, ogrody, gdzie występuje jako chwast. Preferuje gleby gliniaste lub piaszczyste, suche, zasadowe (roślina wskaźnikowa gleb zasadowych). Występuje od niżu po pogórze. W wyższych położeniach porasta tylko południowe stoki. Roślina ruderalna. W klasyfikacji zbiorowisk roślinnych gatunek charakterystyczny dla Ass. Veronico-Fumarietum.
Roślina trującaLeczenie jej preparatami tylko pod kontrolą lekarza. Wyższe dawki mogą zaburzać pracę serca i wątroby oraz porażać mięśnie gładkie.

## Zastosowanie

### Roślina lecznicza
Surowiec zielarskiZiele dymnicy (Fumariae herba) – całe lub połamane, wysuszone nadziemne części rośliny o zawartości minimum 0,40% sumy alkaloidów w przeliczeniu na protopinę. Nieprzyjemny zapach i ostry, słono-gorzki smak nadaje mu alkaloid fumaryna lub protopina. Zawiera ponadto żywicę, flawonoidy, garbniki, śluzy i substancje gorzkie.
DziałanieŻółciopędne, moczopędne, rozkurczające mięśnie gładkie. Ma zastosowanie przy chorobach pęcherzyka żółciowego, odwary i herbatki stosuje się przeciw chorobom skórnym.
Zbiór i suszenieZbiera się nadziemne pędy podczas ich kwitnienia, suszy w zacienionym i przewiewnym miejscu.

### Roślina kosmetyczna
Napar stosowany jest do mycia zanieczyszczonej skóry. Mieszanka świeżego soku z dymnicy i krwawnika pospolitego oraz mąki pszennej stosowana jest jako maseczka do tłustej, trądzikowej skóry z zanieczyszczonymi porami.